# 19 de mayo
El 19 de mayo es el 139.º (centésimo trigésimo noveno) día del año del calendario gregoriano y el 140.º en los años bisiestos. Quedan 226 días para finalizar el año.

## Acontecimientos
- 526: en Antioquía (en esa época, parte de la Siria romana) ocurre un terremoto grado VIII de la escala de Mercalli. Muere un cuarto de millón de personas en distintos sitios de la costa del Mediterráneo. Otras fechas posibles son el 29 de mayo del 525, o el 20, el 26 o el 29 de mayo del 526. Ver terremoto de Antioquía del 525.
- 1381: en España, Juan I de Castilla anuncia que Castilla se somete a la obediencia del papa de Aviñón, como consecuencia de su estrecha alianza con Francia.
- 1445: España, el ejército de Juan II de Castilla —con ayuda de su valido, Álvaro de Luna—, vence en la Batalla de Olmedo (1445) a la liga nobiliaria encabezada por el infante Enrique de Aragón.
- 1478: se produce la batalla de Macomer.
- 1486: en España, en virtud de las bases de paz propuestas por Boabdil a su tío Muhammad XIII, el Zagal, cesa la rebelión de los moriscos del Albaicín y la guerra civil con los de Granada.
- 1520: En La Coruña (Galicia), el rey Carlos I de España, V del Sacro Imperio Romano Germánico, firma la Capitulación para poblar la costa de Paria, concedida a su capellán Bartolomé de las Casas.
- 1536: en la Torre de Londres es decapitada Ana Bolena, la esposa del rey Enrique VIII.
- 1547: se firman las Capitulaciones de Wittenberg tras el triunfo de Carlos I (rey de España y V emperador de Alemania) en la batalla de Mühlberg, en la que vence a la Liga de Esmalcalda.
- 1579: las provincias católicas de Flandes se reconcilian con Felipe II de España con la firma de la paz de Arrás.
- 1618: en Venecia es descubierta la Conjuración de Venecia, de la que se acusaba al duque de Osuna y a Francisco de Quevedo (habrían planeado apoderarse de la ciudad mediante un audaz golpe de mano).
- 1643: Francia derrota a España en la batalla de Rocroi.
- 1708: En el marco de la Guerra de Sucesión española las tropas angloneerlandesas ocupan la isla de Menorca.
- 1711: se firma la Paz de Szatmar, que pone fin a las luchas de casi dos siglos entre Austria y Hungría y reconoce las libertades de esta.
- 1743: Jean-Pierre Christin presenta en la Sociedad Real de Lyon[FR] el primer termómetro en utilizar la escala centígrada de temperaturas tal como la conocemos hoy.
- 1780: en Nueva Inglaterra ocurre un extraño fenómeno que después fue llamado "Día oscuro de Nueva Inglaterra".
- 1798: Napoleón Bonaparte embarca en Tolón con el objetivo de llegar a Egipto y abrirse paso hasta la India.
- 1822: el Congreso mexicano ratifica a Agustín de Iturbide como «emperador constitucional del Imperio mexicano», bajo el nombre de Agustín I.
- 1837: Argentina declara la guerra a la Confederación Peruano-Boliviana. La guerra concluiría el 26 de abril de 1839.
- 1842: Viena el 19 de mayo se estrena la ópera de Gaetano Donizetti Linda di Chamounix en el Theater am Kärntnertor de Viena.
- 1850: a 150 km al este de La Habana (Cuba), el general venezolano Narciso López desembarca en la villa de Cárdenas con 600 expedicionarios para echar a los españoles y lograr la independencia de Cuba. Hace ondear por primera vez la que sería la bandera de la República (por eso a la ciudad de Cárdenas se la conoce como la Ciudad Bandera).
- 1874: en Francia se promulga una ley que prohíbe el trabajo de mujeres y niños en las minas.
- 1897: en Reino Unido, Oscar Wilde sale de la cárcel de Reading (donde había sido confinado por homosexual).
- 1909: en el Théâtre du Châtelet, en París (Francia) se estrena una gira dirigida por Serguéi Diáguilev, con 55 bailarines, entre ellos Vaslav Nijinsky. Es la primera vez que el ballet ruso es llevado al mundo occidental.
- 1913: Turquía lanza una ofensiva contra Bulgaria.
- 1916: en Madrid se estrena la obra La ciudad alegre y confiada, de Jacinto Benavente.
- 1917: en Rusia, Aleksandr Kérenski ―nombrado ministro de Guerra en el transcurso de la Primera Guerra Mundial― propone a Alemania una paz «sin anexiones ni sanciones».
- 1917: en dos fábricas de Barcelona estallan dos bombas.
- 1918: Londres (Reino Unido) sufre un ataque aéreo por parte de la aviación alemana.
- 1921: en Estados Unidos se promulga la primera Ley de Cuotas, que restringe la inmigración.
- 1922: el Sistema Monetario Internacional experimenta una profunda reforma.
- 1923: en Asturias, los obreros metalúrgicos de la sociedad Duro Felguera se declaran en huelga.
- 1928: en Ferrol (España) se bota el crucero rápido Miguel de Cervantes.
- 1928: en el teatro de la Zarzuela (Madrid) se estrena la obra Contrabandista valiente, de Dicenta y Paso.
- 1929: en Barcelona tiene lugar la solemne inauguración de la Exposición Internacional.
- 1931: en Madrid se levanta el estado de guerra.
- 1932: de la prisión de El Puerto de Santa María se fugan el mecánico Rada y otros 25 reclusos.
- 1934: en Bulgaria triunfa un pronunciamiento antidemocrático militar.
- 1935: el papa Pío XI canoniza a Tomás Moro.
- 1939: en Madrid, Francisco Franco ―Líder del bando nacional/sublevado durante la guerra civil española― preside el «desfile de la victoria» una vez ganada la guerra.
- 1940: Arthur Seyß-Inquart es nombrado comisario del Reich para los Países Bajos.
- 1940: en Francia, el mariscal Philippe Pétain es nombrado ministro de Defensa.
- 1941: la aviación británica abandona la isla de Creta, lo que deja el camino expedito a Alemania (véase Segunda Guerra Mundial).
- 1942: finaliza el campeonato nacional de ajedrez con la victoria del doctor Rey.
- 1944: Victoria de los Ángeles ofrece su primer concierto en el Palacio de la Música Catalana.
- 1944: finaliza la Batalla de Montecassino, en el marco de la Segunda Guerra Mundial.
- 1948: en Israel se aprueba el Consejo Nacional Judío como Asamblea Constituyente.
- 1953: en el Sitio de pruebas de Nevada, Estados Unidos detona la bomba atómica Harry, de 32 kilotones. La bomba fue llamada «Harry el Sucio», porque depositó mucho material radioactivo en la zona de la localidad de St. George (Utah), a 220 km de distancia. La población informó acerca de un «extraño sabor metálico en el aire». Tres años después, en este mismo sitio se filmó la película El conquistador de Mongolia, producida por Howard Hughes y protagonizada por John Wayne y Susan Hayward. En los siguientes años, un alto porcentaje del equipo falleció de distintos tipos de cáncer.
- 1955: Reino Unido, Francia, Estados Unidos y la Unión Soviética firman un tratado de paz que pone fin a la ocupación de Austria.
- 1962: Marilyn Monroe le canta Happy Birthday Mr. President al entonces presidente John F. Kennedy.
- 1962: en un pozo artificial, a 218 metros bajo tierra, en el área U9m del Sitio de pruebas atómicas de Nevada (a unos 100 km al noroeste de la ciudad de Las Vegas), a las 7:00 (hora local) Estados Unidos detona su bomba atómica n.º 244, Eel, de 4,5 kilotones.
- 1963: la atleta soviética Tamara Press establece un nuevo récord mundial de lanzamiento de disco, con una marca de 59,29 metros.
- 1970: en España, el juzgado especial de delitos monetarios dicta sentencia sobre el caso Matesa. Juan Vilá Reyes, principal encausado, es condenado a tres años de prisión.
- 1971: la Unión Soviética lanza hacia Marte la sonda Mars 2.
- 1972: en España, Salvador Espriu es galardonado con el Premio de Honor de las Letras Catalanas.
- 1972: las películas italianas El caso Mattei y La clase obrera va al paraíso reciben ex aequeo la Palma de Oro del Festival de Cannes.
- 1972: el cantautor británico Elton John, publica su quinto álbum de estudio, Honky Château.
- 1973: se funda el Frente Polisario, movimiento independentista saharaui.
- 1974: en Francia, Valéry Giscard d'Estaing es elegido presidente.
- 1974: Erno Rubik crea el famoso cubo de Rubik.
- 1975: el cantautor británico Elton John, publica su noveno álbum de estudio, Captain Fantastic and the Brown Dirt Cowboy.
- 1977: el tren Orient Express Directo hace su último viaje.
- 1978: los ministros de Defensa de la OTAN acuerdan la adquisición del sistema de alerta rápida ACS.
- 1978: en Cuba se crea el área protegida de Jobo Rosado con la presencia del comandante de la Revolución Guillermo García Frías.
- 1979: en España queda legalizada la masonería.
- 1984: el disco The Dark Side of the Moon de Pink Floyd cumple 520 semanas entre los 200 álbumes más vendidos según la lista Billboard.[1]
- 1985: junto al campo de fútbol de Mendizorroza (en Vitoria), son desactivados 25 kilos de explosivo goma 2 en un coche bomba.
- 1986: en la base aérea de Córdoba (Argentina) se frustra un atentado con coche bomba contra el presidente Raúl Alfonsín.
- 1986: en la República Dominicana, Joaquín Balaguer vence las elecciones presidenciales.
- 1989: las tropas sudafricanas comienzan su retirada de Namibia, de acuerdo con el plan previsto para la independencia del territorio.
- 1990: Ali Abdullah Saleh (presidente de la República Árabe) y Abu Bakr el-Attas (presidente de la República Popular Democrática) —los dos máximos dirigentes de los Estados del Yemen—, anuncian la unificación del país.
- 1991: se realiza el Referéndum sobre la independencia de Croacia, donde una amplia mayoría se pronuncia por independizarse de Yugoslavia.
- 1999: en Italia, el Parlamento vota a favor de la suspensión de los ataques aliados contra Kosovo.
- 1999: en Londres, el precio del oro cae a su nivel más bajo de los últimos 20 años: 272,5 dólares la onza (8,76 dólares el gramo).
- 2000: El Real Club Deportivo de La Coruña se proclama ganador de la temporada 1999-2000 de la Liga española de fútbol, quedando entre los nueve clubes españoles de fútbol profesional en lograrlo.[2][3][4]China cierra un acuerdo con la Unión Europea para abrir su mercado. Mozambique, Sudáfrica y Zimbabue deciden unir sus parques naturales para crear la mayor zona transnacional protegida del mundo, con una extensión de 100 000 km².
- 2001: la Liga Árabe suspende las relaciones políticas con Israel para exigir al gobierno de Ariel Sharón el fin de las agresiones contra la población palestina en los territorios ocupados de Gaza y Cisjordania.
- 2002: 32 partidos ecologistas de 29 países europeos anuncian una candidatura única para las elecciones al Parlamento Europeo de 2004.
- 2003: en Indonesia, el ejército lanza una ofensiva contra los separatistas de Aceh.
- 2004: en el oeste de Irak, una operación militar estadounidense se cobra la vida de 41 personas en una aldea. Mientras el Pentágono aseguró que se trataba de un grupo de terroristas islámicos, numerosos testigos afirmaron que eran invitados a una boda.
- 2009: FOX estrena el Piloto de la serie musical Glee.
- 2010: Ford Motor Company saca a la venta el Ford Focus III.
- 2018: en Reino Unido se celebró la boda entre el príncipe Enrique de Sussex y Meghan Markle.
- 2019: HBO transmite el último episodio de Game of Thrones.
- 2020: en Venezuela, la empresa AT&T cesa las operaciones de DIRECTV Latinoamérica en dicho país.
- 2022: Juan Carlos de Borbón regresa a España de visita tras  abandonarla debido a sus escándalos  fiscales y económicos.
- 2024: en Varzaqan, Irán, un accidente aéreo deja un saldo de ocho fallecidos, entre ellos el presidente iraní Ebrahim Raisi y el ministro de Asuntos Exteriores Hossein Amir-Abdollahian.[5]

## Nacimientos
- 1593: Jacob Jordaens, pintor flamenco (f. 1678).
- 1700: José de Escandón, gobernador colonial español (f. 1770).
- 1744: Carlota de Mecklemburgo-Strelitz, aristócrata británica, esposa del rey Jorge III (f. 1818).
- 1762: Johann Gottlieb Fichte, filósofo alemán (f. 1814).
- 1780: Víctor de Bonald, escritor, abogado y periodista francés (f. 1871).
- 1795: Johns Hopkins, empresario y filántropo estadounidense (f. 1873).
- 1797: Isabel de Portugal, reina consorte española (f. 1818).
- 1828: Manuel Ibo Alfaro, escritor español (f. 1885).
- 1860: Víctor Manuel Orlando, estadista italiano (f. 1952).
- 1861: Nellie Melba, cantante de ópera australiana (f. 1931).
- 1867: Friedrich Carl Louis Otto Appel, botánico y agrónomo alemán (f. 1952).
- 1867: Kitarō Nishida, filósofo japonés (f. 1945).
- 1879: Nancy Astor, política británica (f. 1964).
- 1881: Mustafá Kemal Atatürk, militar, político y presidente turco (f. 1938).
- 1882: Mohammad Mosaddeq, político iraní (f. 1967).
- 1887: Gregorio Marañón, médico y ensayista español (f. 1960).
- 1888: Nikolái Shvérnik, político soviético (f. 1970).

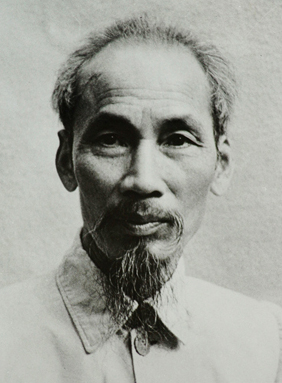
Hồ Chí Minh 1946

- 1890: Hồ Chí Minh, político, revolucionario, presidente y poeta vietnamita (f. 1969).
- 1890: Mário de Sá-Carneiro, poeta, novelista y dramaturgo portugués (f. 1916).
- 1891: Oswald Boelcke, piloto alemán (f. 1916).
- 1896: Jorge Alessandri, político chileno, presidente de Chile entre 1958 y 1964 (f. 1986).
- 1898: Julius Evola, filósofo italiano (f. 1974).
- 1904: Daniel Guérin, historiador anarquista francés (f. 1988).
- 1906: Bruce Bennett, actor estadounidense (f. 2007).
- 1909: Nicholas Winton, filántropo británico (f. 2015).
- 1912: Pietro Palazzini, cardenal italiano (f. 2000).
- 1914: Max Perutz, biólogo británico de origen austríaco, premio nobel de química en 1962 (f. 2002).

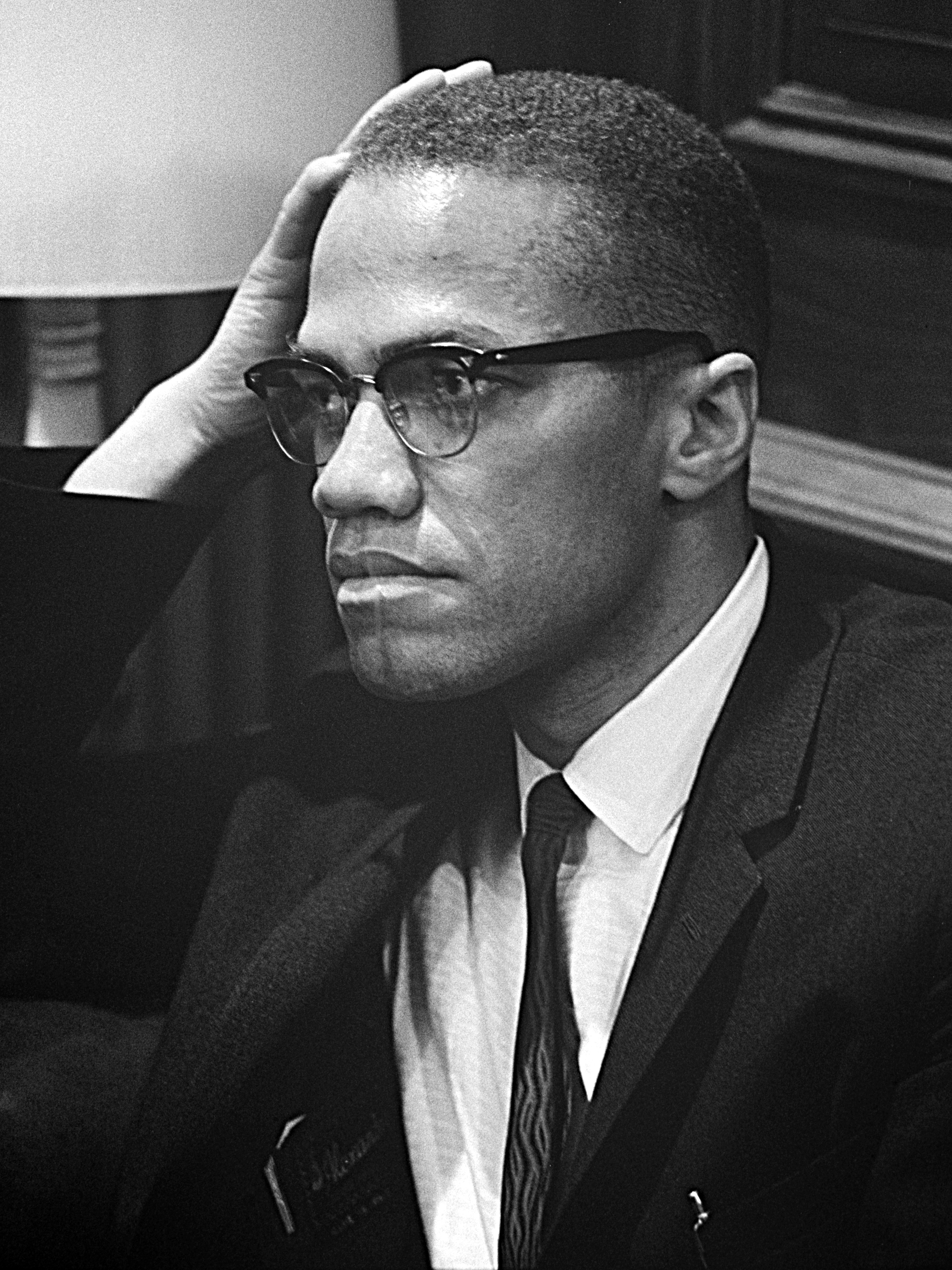
Malcolm-x, marzo 1964

- 1921: Daniel Gélin, actor y director francés (f. 2002).
- 1921: Baldo Santi, sacerdote ítalo-chileno (f. 2013).
- 1925: Malcolm X, dirigente antirracista afroestadounidense; asesinado (f. 1965).
- 1925: Pol Pot, militar y político camboyano (f. 1998).
- 1928: Dolph Schayes, baloncestista estadounidense (f. 2015).
- 1928: Colin Chapman, fabricante de automóviles e ingeniero británico (f. 1982).
- 1930: Antonio Cifariello, actor y documentalista italiano (f. 1968).
- 1930: Paulino Varas, jurista y político chileno.
- 1930: Leonid Jaritónov, actor soviético (f. 1987).
- 1931: Bob Anderson, piloto británico de motociclismo y automovilismo (f. 1967).
- 1932: Paul Erdman, escritor estadounidense (f. 2007).
- 1932: Elena Poniatowska, escritora, activista y periodista mexicana.
- 1932: Diego Jaramillo, sacerdote católico y presentador de televisión colombiano.
- 1933: Edward de Bono, médico, psicólogo y filósofo maltés (f. 2021).
- 1933: José Luis Abellán, profesor y escritor español.
- 1933: Antón García Abril, compositor español (f. 2021).
- 1934: Paddy Driver, piloto sudafricano de motociclismo y automovilismo.
- 1935: Tedy Villalba, productor de cine español (f. 2009).
- 1936: Ana María Pérez del Campo Noriega, activista feminista.
- 1939: James Fox, actor británico.
- 1939: Francis Scobee, astronauta estadounidense (f. 1986).
- 1940: Jan Janssen, ciclista neerlandés.
- 1941: Nora Ephron, guionista y cineasta estadounidense (f. 2012).
- 1941: Tania Mallet, modelo y actriz británica (f. 2019).
- 1942: Gary Kildall, programador estadounidense (f. 1994).
- 1943: Marisol Ayuso, actriz española.
- 1944: Peter Mayhew, actor británico (f. 2019).
- 1945: Pete Townshend, compositor y guitarrista británico, de la banda The Who.
- 1946: André Roussimoff (André el Gigante), luchador profesional francés (f. 1993).
- 1946: Antonio Gasset, periodista y crítico de cine español (f. 2021).
- 1947: David Helfgott, pianista australiano.
- 1948: Grace Jones, cantante y actriz jamaicana.
- 1949: Ashraf Ghani, antropólogo y político afgano, presidente de Afganistán entre 2014 y 2021.
- 1949: Dusty Hill, músico estadounidense (f. 2021).
- 1951: Joey Ramone, cantante estadounidense, de la banda Ramones (f. 2001).
- 1951: Harry Perry, guitarrista estadounidense.
- 1954: María Medina, cantante mexicana.
- 1954: Phil Rudd, baterista australiano, de la banda AC/DC.
- 1955: Fátima Bezerra, pedagoga y política brasileña, Gobernadora de Río Grande del Norte desde 2019.
- 1956: James Gosling, programador canadiense.
- 1956: Rafael Larreina, político español.
- 1957: Bill Laimbeer, baloncestista estadounidense.
- 1959: Antonio Pérez Arnay, crítico de cine de las Islas Canarias (f. 2012).
- 1962: Marcos Witt, pastor evangélico y cantante estadounidense.
- 1964: Gitanas Nausėda,  político lituano, Presidente de Lituania desde 2019.
- 1965: Cecilia Bolocco, Miss Universo 1987,presentadora de televisión, actriz y modelo chilena.
- 1965: Fernando Ponce de León (flautista), fue un flautista y gaitista español Reconocido principalmente por haber sido integrante de la banda española de folk metal, Mägo de Oz. (f. 2024).
- 1966: Polly Walker, actriz británica.
- 1967: Alexia, cantante italiana.
- 1968: Kyle Eastwood, músico estadounidense.
- 1969: Thomas Vinterberg, cineasta danés.
- 1969: Teresa Ribera, política española.
- 1970: Jason Gray-Stanford, actor canadiense.
- 1971: Dionicio Castellanos, luchador profesional mexicano.
- 1971: Israel Houghton, cantante y líder cristiano estadounidense.
- 1972: Jenny Berggren, cantante sueca, de la banda Ace of Base.
- 1973: Aldo Ranks, rapero panameño.
- 1973: Dario Franchitti, piloto de automovilismo británico.
- 1973: Vicky Rueda, actriz colombiana.
- 1974: Emma Shapplin, soprano francesa, autora y compositora.
- 1975: Sebastián Prieto, tenista argentino.
- 1976: Kevin Garnett, baloncestista estadounidense.
- 1977: Manuel Almunia, futbolista español.
- 1977: Natalia Oreiro, actriz y cantante uruguaya.
- 1977: Cirilo J. Guzmán, abogado, profesor y activista dominicano.
- 1979: Diego Forlán, futbolista uruguayo.
- 1979: Barbara Nedeljáková, actriz eslovaca.
- 1979: Andrea Pirlo, futbolista italiano.
- 1980: Drew Fuller, actor estadounidense.
- 1980: Christian Gálvez, actor y presentador español.
- 1980: Florian Volpe, futbolista francés.
- 1981: Luciano Figueroa, futbolista argentino.
- 1981: Mariano Chiesa, locutor, cantante y actor de voz argentino.
- 1983: Eve Angel, actriz húngara.
- 1984: Emmanuel Orenday, actor mexicano.
- 1985: Jon Kortajarena, modelo y actor español.
- 1988: Antonija Mišura, baloncestista croata.
- 1990: Víctor Ibarbo, futbolista colombiano.
- 1992: Sam Smith, cantante británico.
- 1992: Marshmello, DJ estadounidense.
- 1993: Josef Martínez, futbolista venezolano.
- 1994: Cristian Benavente, futbolista español.
- 1994: Quentin Ngakoutou, futbolista centroafricano.
- 1994: Édgar Cabrera, futbolista hondureño.
- 1995: Álvaro Jiménez, futbolista español.
- 1996: Kevin Bonifazi, futbolista italiano.
- 1996: Brenna Harding, actriz australiana.
- 1996: Yevgeniy Gidich, ciclista kazajo.
- 1996: Luca Waldschmidt, futbolista alemán.
- 1996: Dorukhan Toköz, futbolista turco.
- 1996: Juan Antonio Entrena Gálvez, futbolista español.
- 1996: Franklin Flores, futbolista hondureño.
- 1997: Maxxine Dupri, luchadora profesional estadounidense.
- 1997: Sandro Altunashvili, futbolista georgiano.
- 1997: José Carabalí, futbolista ecuatoriano.
- 1997: Jeferson Rivas, futbolista colombiano.
- 1998: Reo Yamashita, futbolista japonés.
- 1998: E:U, cantante surcoreana y miembro de Everglow
- 1998: Mónica Alonso, gimnasta rítmica española.
- 1998: Martina Centofanti, gimnasta rítmica italiana.
- 1998: Aarón Rey Sánchez, futbolista español.
- 1998: Alex Král, futbolista checo.
- 1998: Uri Amaral, futbolista uruguayo.
- 1998: Dylan van Eyck, baloncestista neerlandés.
- 1999: Andrea Pinamonti, futbolista italiano.
- 1999: Roberto Barba, futbolista español.
- 1999: Lea Riedel, atleta alemana.
- 1999: Neil Farrugia, futbolista irlandés.
- 2000: Louis Beyer, futbolista alemán.
- 2000: Tomoya Uemura, futbolista japonés.
- 2000: Haret Ortega, futbolista mexicano.
- 2000: Yuhana Yokoi, patinadora artística japonesa.
- 2000: Mohamed Farag, taekwondista egipcio.
- 2000: Francisco Cáffaro, baloncestista argentino.
- 2000: Catalina Primo, futbolista argentina.
- 2001: Agustín Álvarez Martínez, futbolista uruguayo.
- 2002: Rafael Marín Zamora, futbolista español.
- 2002: Riccardo Calafiori, futbolista italiano.
- 2002: Gerson Sousa, futbolista portugués.
- 2002: Yony Barrios, futbolista guatemalteco.
- 2002: Augusto Cioffi, ingeniero mecatronico argentino.
- 2003: JoJo Siwa, bailarina, cantante, actriz y youtuber estadounidense.
- 2003: Trilli, futbolista español.
- 2003: Malo Gusto, futbolista francés.
- 2003: Chrisantus Uche, futbolista nigeriano.
- 2003: Gino Infantino, futbolista argentino.
- 2003: Natalia Giraldo Alzate, futbolista colombiana.

## Fallecimientos
- 1125: Vladímir II Monómaco, soberano eslavo que ostentó el título de Gran príncipe de Kiev (n. 1053).
- 1296: Celestino V (Pietro da Morrone), papa de la Iglesia católica en 1294 (n. 1215).
- 1396: Juan I, rey de Aragón entre 1387 y 1396 (n. 1350).
- 1397: Juan de Cetina, religioso español canonizado por la iglesia católica (n. 1340).
- 1397: Pedro de Dueñas, religioso español (n. 1377).
- 1536: Ana Bolena (29), aristócrata inglesa, esposa de Enrique VIII; ejecutada (n. 1507).
- 1609: García Hurtado de Mendoza, militar español (n. 1535).
- 1637: Isaac Beeckman, científico y filósofo neerlandés (n. 1588).
- 1856: Alois Pichl, arquitecto italiano (n. 1783).
- 1864: Nathaniel Hawthorne, escritor estadounidense (n. 1804).
- 1895: José Martí, político, pensador, periodista, filósofo y poeta cubano (n. 1853).
- 1898: William Gladstone, estadista y político británico (n. 1809).
- 1901: Marthinus Wessel Pretorius, presidente sudafricano (n. 1819).
- 1904: Jamsetji Tata, empresario indio (n. 1839).
- 1912: Marcelino Menéndez Pelayo, polígrafo, escritor, historiador de las ideas, crítico literario y filólogo español (n. 1856).
- 1918: Ferdinand Hodler, pintor suizo (n. 1853).
- 1928: Max Scheler, filósofo alemán (n. 1874).
- 1935: Lawrence de Arabia, militar, arqueólogo y escritor británico (n. 1888).
- 1946: Ángel Ossorio y Gallardo, político español (n. 1873).
- 1946: Booth Tarkington, novelista y dramaturgo estadounidense (n. 1869).
- 1953: Dámaso Berenguer, militar y político español (n. 1873).
- 1954: Charles Ives, compositor estadounidense (n. 1874).
- 1955: Concha Espina, escritora española (n. 1869).
- 1957: Luis Bermúdez de Castro, militar español (n. 1864).
- 1958: Ronald Colman, actor británico (n. 1891).
- 1958: Archie Scott-Brown, piloto de automovilismo británico (n. 1927).
- 1961: Vasili Záitsev, as de la aviación soviético, dos veces Héroe de la Unión Soviética (n. 1911)
- 1969: Coleman Hawkins, saxofonista estadounidense de jazz (n. 1904).
- 1970: August Zamoyski, escultor polaco (n. 1893).
- 1972: Narciso Alonso Cortés, poeta vallisoletano, investigador e historiador de la literatura (n. 1875).
- 1979: Hazari Prasad Dwivedi, novelista, historiador, ensayista y crítico indio (n. 1907)
- 1983: Jean Rey, político belga (n. 1902).
- 1985: Alfredo Mayo, actor español (n. 1911).
- 1987: Valentín Paz Andrade, escritor y político español (n. 1898).
- 1989: Robert Webber, actor estadounidense (n. 1924).
- 1994: Jacqueline Kennedy Onassis, primera dama estadounidense (n. 1929).
- 1994: Luis Ocaña, ciclista español (n. 1945).
- 1994: Jacques Ellul, filósofo, sociólogo y anarquista cristiano francés (n. 1912).
- 1995: Jaime de Nevares, obispo argentino (n. 1915).
- 1996: Félix Ángel Vallejo, escritor y político colombiano (n. 1903).[6]
- 1997: Troy Ruttman, piloto estadounidense de automovilismo (n. 1930).
- 1998: Juan Bautista Fuenmayor, líder comunista venezolano (n. 1905).
- 1999: Daniel Menco, estudiante chileno (n. 1975).
- 2004: Elvio Romero, poeta paraguayo (n. 1926).
- 2009: Carlos Aguilera, director de teatro uruguayo (n. 1945)
- 2010: Carlos Gattiker, tenista argentino; esclerosis lateral amiotrófica (n. 1956).
- 2011: Garret FitzGerald, político irlandés (n. 1926).
- 2012: Mauro Pichini, piloto argentino de automovilismo (n. 1978).
- 2014: Jack Brabham, piloto australiano de automovilismo (n. 1926).
- 2015: Happy Rockefeller, segunda dama estadounidense (n. 1926).
- 2015: Manuel Molina Jiménez, guitarrista flamenco, cantaor y compositor español. (n. 1948).
- 2019: Julio César Trujillo, abogado y político ecuatoriano (n.1931).
- 2019: Nilda Fernández, cantautor español-francés (n. 1951).
- 2019: Carlos Altamirano Orrego, abogado y político chileno  (n. 1922).
- 2020: Ravi Zacharias, filósofo, apologeta y evangelista estadounidense (n. 1946).
- 2023: Timothy Keller, escritor, teólogo y apologeta estadounidense (n. 1950).
- 2024: Ebrahim Raisi, alfaquí y político iraní; presidente de Irán entre 2021 y 2024 (n. 1960).
- 2024: Hossein Amir-Abdollahian, político y diplomático iraní (n. 1964).
- 2025: Manuel Torreiglesias, presentador de televisión español (n. 1941).

## Celebraciones
- Día Mundial del Médico de Familia.[7]
Se celebra desde 2010, instituido como reconocimiento a la labor e importancia de los profesionales que atienden la salud familiar.

- Día Mundial de la Donación de Leche Materna.

- Día Mundial de la Enfermedad Inflamatoria Intestinal.[8]

- Naciones Unidas: 
  - Día Mundial del Juego Limpio.[9]

Por países
(Por orden alfabético)
- El Salvador: 
  - Día del Mercadólogo.

- Estados Unidos: 
  - Día de Malcolm X.
Es una festividad estadounidense en honor a Malcolm X que se celebra el 19 de mayo (su cumpleaños) o el tercer viernes de mayo. La conmemoración del líder de los derechos civiles se propuso como feriado estatal oficial en Illinois en 2015 y en Misuri en 2019. Actualmente, solo las ciudades de Berkeley y Oakland (California) celebran la festividad, con las oficinas municipales y las escuelas cerradas.
(en inglés: Malcom X Day).

- Grecia: 
  - Día de Conmemoración del Genocidio Griego Póntico.[10]
(en griego: Γενοκτονία των Ελλήνων Genoktonía ton Ellínon; en turco: Rum Soykırımı o Rum Kırımı).
(en inglés: Pontian Greek Genocide Remembrance Day).

- Guatemala: 
  - Día de la Dignificación Nacional de la Comadrona.[11]
Esta fecha fue establecida por el Decreto 3-2017, también conocido como la Ley de Dignificación de las Comadronas, con el objetivo de reconocer y honrar la labor ancestral y esencial que desempeñan las comadronas en la atención materno-infantil, especialmente en comunidades rurales y pueblos originarios. La comadrona es una guía ancestral que asiste embarazos, partos y cuidados materno-infantiles, especialmente en comunidades indígenas, con sabiduría, respeto y conexión cultural.

- México: 
  - Día del Mercadólogo.

- Turquía: 
  - Día de Conmemoración de Atatürk.

### Santoral católico
- San Adolfo de Arras.
- San Crispín de Viterbo.[12]
- San Dunstán de Canterbury.[12]
- San Ivo.
- San Francisco Coll.
- San Pedro Celestino papa.[12]
- San Teófilo de Corte.[12]
- San Urbano I papa.[12]

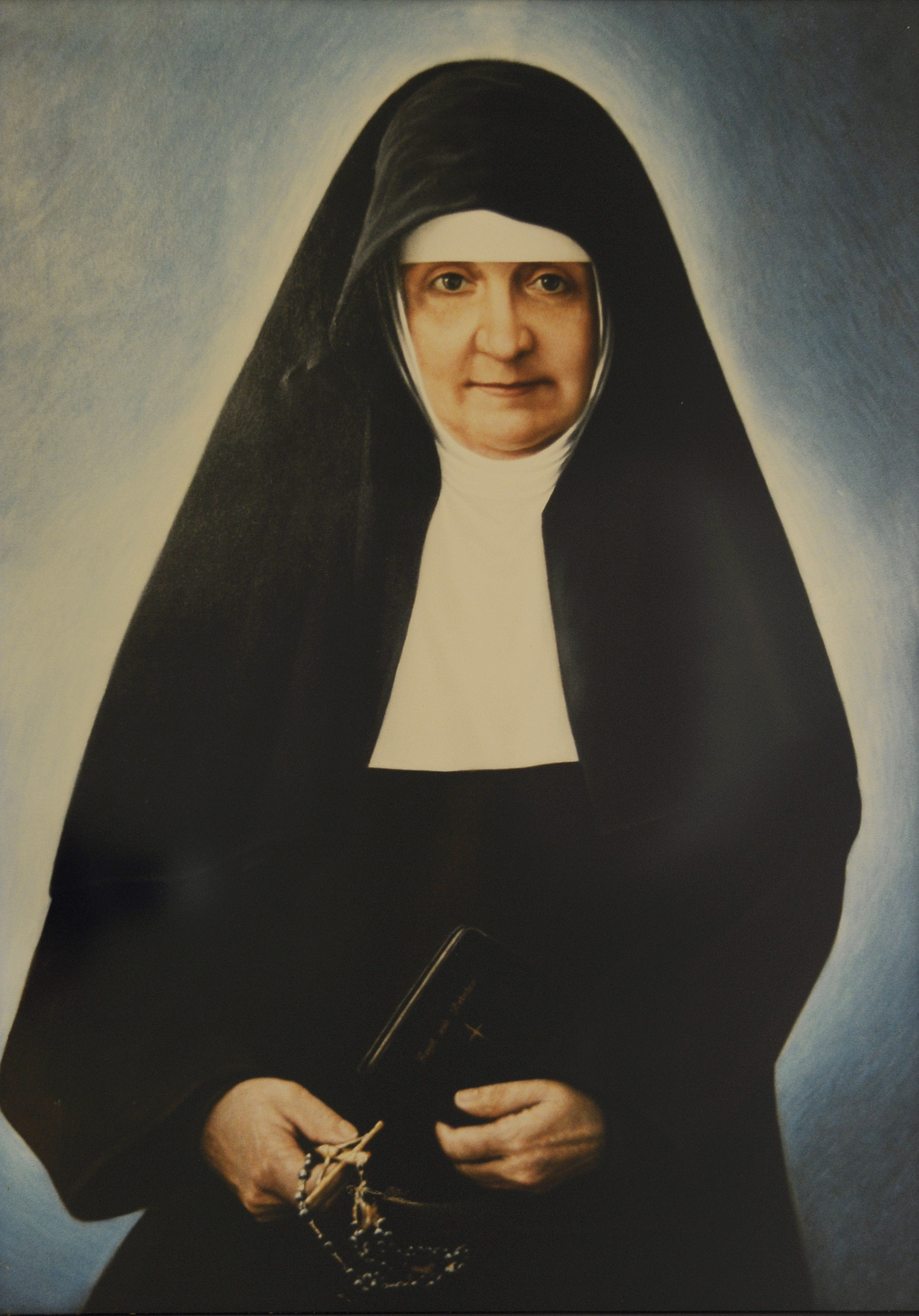
Santa María Bernarda Bütler, realizó su labor misionera en Ecuador y Colombia.

- Santa María Bernarda Bütler.[12](imagen ilustrativa).
- Beato Agustín Novelli.[12]
- Beata Humiliana de Florencia.[12]
- Beato Juan Bautista Javier Loir.[12]
- Beato Juan de Santo Domingo Martínez.[12]
- Beato Pedro Wrighy.[12]